# Obitavalište San Diega na Badiji
Obitavalište San Diega, prostor u unutrašnjosti otočića Badije. U njemu je najvjerojatnije živio pustinjak-eremit San Diego Ivanović. Spominje ga vrelo iz 1368. godine. Od obitavališta su ostali ostatci molitvenog i stambenog prostora, mali ograđeni prostori za obradu zemlje i mjesto na kojem je skupljana kišnica.